# Poillé-sur-Vègre
Poillé-sur-Vègre è un comune francese di 669 abitanti situato nel dipartimento della Sarthe nella regione dei Paesi della Loira.
Come dice la sua denominazione, il territorio comunale è attraversato dal fiume Vègre.

## Società

### Evoluzione demografica
Abitanti censiti